# Indiana Jones och kristalldödskallens rike
Indiana Jones och kristalldödskallens rike (engelska: Indiana Jones and the Kingdom of the Crystal Skull) är en amerikansk actionäventyrsfilm från 2008 och den fjärde filmen i Indiana Jones-serien.

## Handling
Året är 1957 och det kalla kriget är igång. Efter att ha undsluppit en grupp ryssar under ledning av överste Irina Spalko (Cate Blanchett) och överlevt ett kärnvapentest i Nevada får Indiana "Indy" Jones (Harrison Ford) sparken från Marshall College, misstänkt av FBI för att ha förrått USA till Sovjetunionen. Indy kontaktas sen av en ung motorcyklist vid namn Mutt Williams (Shia LaBeouf) som berättar för Indy att hans gamla kollega Harold Oxley (John Hurt) har försvunnit efter att ha upptäckt en kristalldödskalle i Peru. Indy och Mutt åker till Nazca för att undersöka saken.

## Om filminspelningen
Inspelningen av filmen startade 18 juni 2007 och hade biopremiär 22 maj 2008.
Som förberedelse inför rollen, tillbringade den då 64-årige Ford tre timmar per dag i ett gym, och höll en högproteindiet bestående av fisk och grönsaker. Ford fortsatte att hålla formen under filmseriens uppehåll, eftersom han hoppades på att det skulle bli en ny film.

## Rollista (urval)
| Harrison Ford  | – Indiana "Indy" Jones        |
| Shia LaBeouf   | – Mutt Williams               |
| Cate Blanchett | – Överste dr. Irina Spalko    |
| Karen Allen    | – Marion Ravenwood            |
| Ray Winstone   | – George "Mac" McHale         |
| John Hurt      | – Professor Harold "Ox" Oxley |
| Jim Broadbent  | – Dekanus Charles Stanforth   |
| Igor Jijikine  | – Överste Antonin Dovtjenko   |
| Alan Dale      | – General Ross                |